# Baja
Baja lub bay'a (arab. بَيْعَة = „sprzedaż”, „transakcja handlowa”) – islamska przysięga wierności składana kalifowi przez muzułmanów. Odbierający przysięgę kalif zobowiązywał się do przestrzegania przepisów prawa muzułmańskiego, natomiast muzułmanin składający ją uznawał autorytet kalifa i przysięgał mu posłuszeństwo. Muzułmanin składający przysięgę symbolicznie dotykał otwartej dłoni kalifa. Jej złożeniu często towarzyszyła wielka uroczystość. Baję złożyło Mahometowi 1400 muzułmanów w Al-Hudajbiji. Mirza Gulam Ahmad, założyciel islamskiego ruchu reformatorskiego ahmadijja, formalnie rozpoczął swoje panowanie nad islamską gminą od odebrania baji. W czasach przedislamskich pojęcie to oznaczało zakończenie transakcji handlowej wyrażone przez potrząśnięcie dłonią.